# Gelu Barbu
Gelu Barbu (Lugoj, 1932 - Las Palmas de Gran Canaria, 17 de febrero de 2016) fue un bailarín y coreógrafo rumano nacionalizado español.

## Biografía
Recibió la formación básica en danza en la Escuela de Ballet de la Ópera nacional de Bucarest con Anton Romanovski y Floria Capsali. Después de ingresar en el cuerpo de baile de la ópera en 1949, marchó a Leningrado, en la desaparecida Unión Soviética, donde se perfeccionó en la academia Vaganova junto a otros compañeros, como Rudolf Nureyev. Se graduó en 1955 bajo la maestría de Alexander Ivanovich Pushkin y regresó a la compañía de la Ópera de Bucarest, donde fue primer bailarín con el que participó en el montaje y representación de obras notables como El lago de los cisnes y El cascanueces de Chaikovski. En 1961, durante una gira de la compañía por la República Democrática Alemana, consiguió cruzar a Berlín Occidental y obtener asilo político. Trabajó en distintos países de Europa Occidental, donde fue primer bailarín la Ópera de Oslo, del Teatro de la Ópera de Núremberg y de la compañía Birgit Cullberg. También fue primer bailarín invitado de la Ópera de Estocolmo. A lo largo de estos años realizó giras por toda Europa y Asia.
En 1966 llegó a Gran Canaria, en España, donde debía pasar un tiempo para recuperarse de una lesión. Finalmente decidió quedarse en la isla y fundó la primera compañía de danza de Canarias, el 'Ballet Las Palmas de Gelu Barbu', después 'Academia de Danza Gelu Barbu'. A través de la enseñanza, trabó contacto y relación profesional con los compositores españoles Juan José Falcón Sanabria y Luis de Pablo, entre otros. En 1983 obtuvo la nacionalidad española, fue miembro de número del Museo Canario y director artístico de los cursos internacionales de danza de Lisboa. En 2006 fue declarado Hijo Adoptivo de Gran Canaria por el Cabildo Insular de la isla. A lo largo de su carrera fue reconocido, entre otras, con la Orden de Constitución otorgada por el rey Olav V de Noruega en 1964 y como Caballero de la Orden de la Estrella de Rumania en 2002.
En 2012 se estrenó con notable éxito de crítica y público documental 'Arte en el Exilio', sobre la figura de Gelu Barbu, escrito y dirigido por Gustavo Socorro y que cuenta con la participación del propio Barbu además de destacadas personalidades de la cultura como el bailarín y coreógrafo Víctor Ullate o el director teatral Jaime Azpilicueta, entre otros.